# Istanbul Challenger Cup 2013
La Istanbul Challenger Cup, nota come PTT Cup 2013 per motivi di sponsorizzazione, è stato un torneo professionistico maschile di tennis facente parte della categoria ATP Challenger Tour nell'ambito dell'ATP Challenger Tour 2013. È stata l'unica edizione del torneo, che si è giocato sui campi in cemento dell'İstanbul Tenis Kulübü a Istanbul in Turchia dall'8 al 14 luglio 2013 e aveva un montepremi di €42.000.

## Partecipanti singolare

### Teste di serie
| Nazionalità | Giocatore          | Ranking* | Testa di serie |
| ----------- | ------------------ | -------- | -------------- |
| Belgio      | David Goffin       | 83       | 1              |
| Israele     | Dudi Sela          | 88       | 2              |
| Germania    | Benjamin Becker    | 92       | 3              |
| Russia      | Tejmuraz Gabašvili | 137      | 4              |
| Svizzera    | Marco Chiudinelli  | 159      | 5              |
| Bielorussia | Uladzimir Ihnacik  | 162      | 6              |
| Turchia     | Marsel İlhan       | 180      | 7              |
| Kazakistan  | Michail Kukuškin   | 191      | 8              |

- Ranking al 24 giugno 2013.

### Altri partecipanti
Giocatori che hanno ricevuto una wild card:
- Tuna Altuna
- Durukan Durmus
- Baris Erguden
- Anil Yuksel

Giocatori che sono passati dalle qualificazioni:
- Aleksandr Kudrjavcev
- Mikhail Ledovskikh
- David Rice
- Filip Veger

Giocatori che hanno ricevuto un entry come alternate:
- Edward Corrie
- Maximilian Neuchrist
- Mate Pavić

## Vincitori

### Singolare
Benjamin Becker ha battuto in finale  Dudi Sela che si è ritirato sul punteggio di 6–1, 2–6, 3–2

### Doppio
James Cluskey /  Fabrice Martin hanno battuto in finale  Brydan Klein /  Ruan Roelofse con il punteggio di 3–6, 6–3, [10–5]